# زغانوس باشا
زغان باشا أو زغانوس محمد باشا (بالتركية: Zağanos Mehmed Paşa)
(توفي 1462م أو 1469م) قائد عسكري عثماني، وقبطان باشا أو أمير الأسطول العثماني والصدر الأعظم الثاني عشر للسلطنة العثمانية، والثاني في عهد السلطان محمد الثاني "الفاتح"، دامت ولايته مدة ثلاث سنوات من 1453 إلى 1456م. وهو كذلك أبرز القادة العسكريين لدى السلطان محمد الثاني «الفاتح» وأحد مربييه ومستشاريه ومعلميه.

## نشأته
كان في الأصل مسيحيًا، انضم لنظام الدوشيرمة، ثم أصبح مسلمًا وترقى في صفوف الإنكشارية. يُعتقد أنه كان في الأصل ألبانيًا أرثوذكسيًا. تذكره مصادر مختلفة على أنه من أصل ألباني نبيل مثل إسكندر بك أو حمزة كاستريوتي.
وفي وقفه يظهر اسمه "زغانوس بن عبد الله"، مما يدل على أنه كان من أصل دوشيرمي. عندما نُفي محمد الثاني في عام 1446، رافقه زاغانوس باشا. وأصبح أحد القادة العسكريين البارزين لمحمد الثاني ولالا السلطان - معلمه، ومرشده، ومستشاره، وحاميه، في آن واحد.

## سيرته
بعد عودة محمد الثاني وتوليه العرش (18 فبراير 1451)، أكد محمد الثاني الشاب أن الجاندرلي خليل باشا هو الصدر الأعظم له (رغم أنه يبدو أنه لم يكن يحبه)، ورفع زاغانوس باشا من الوزير الثالث إلى الوزير الثاني. بعد تخفيض رتبة إسحق باشا. وكان زغانوس، الذي كان أصغر سناً، يشعر بالغيرة من منصب خليل باشا.
كان السُلطان مُحمَّد الثاني يطمح أن يكون هو المقصود بنبوءة النبي محمد الخاصة بفتح القسطنطينية، ويرجع ذلك إلى تأثَّره بأفكار مُربييه، وفي مُقدمتهم زغان (زغانوس) باشا والشيخ آق شمسُ الدين والمُلَّا أحمد بن إسماعيل الگوراني. فكان الگوراني يُشدد على تلميذه مُحمَّد في صغره بلزوم وضرورة فتح عاصمة الروم

### فتح القسطنطينية
بدأ الحصار الفعلي للقسطنطينيَّة في هذا اليوم، وقبل توزيع الفرق العسكريَّة، اتجه السُلطان إلى القبلة وصلَّى ركعتين وصلَّى الجيش كُله من وراءه، ثُمَّ نهض يوزعهم، فجعل القسم الأكبر من الجيش يتجمهر جنوب القرن الذهبي، ونشر الجُنود النظاميّون الأوروپيّون على طول الأسوار وجعل قره جه پاشا أميرًا عليهم. وتمركزت الفرق العسكريَّة الأناضوليَّة جنوب نهر ليكوس ناحية بحر مرمرة بقيادة إسحٰق باشا، ووُضع الحرس السلطاني الذي يضم نخبة الجنود الانكشارية في الوسط حيثُ نُصبت خيمة السُلطان، مُقابل بوَّابة رومانوس، وانتشرت المُرتزقة الباشي بوزوقيَّة خلف خطوط الجبهة، كما نُشرت فرقٌ عسكريَّة أُخرى بقيادة زغانوس باشا شمال القرن الذهبي، وكان التواصل بين تلك الفرق يتمُّ باستخدام طريقٍ مُهِّد وسوِّي فوق أراضي رأس القرن السبخيَّة. ونُصبت حول المدينة أربع عشرة بطَّاريَّة مدفعيَّة، بالإضافة إلى المدفع السُلطاني الهائل وعدَّة مجانيق وأربعة أبراج مُتحرِّكة. ثُمَّ أرسل السُلطان بعض أفضل جنوده لتطهير ما بقي من حصونٍ وقرى روميَّة مُجاورة، وأردفهم بالأسطول بقيادة أمير البحار سُليمان بك بلطة أوغلي، فسقط في إيديهم حُصن طرابيا على البوسفور، وحُصنٌ آخر أصغر حجمًا يقعُ في قرية ستوديوس قُرب بحر مرمرة، ثُمَّ تلتهم جُزر الأميرات بعد بضعة أيَّام.
في 12 ربيع الآخر 857هـ \ 21 نيسان (أبريل) 1453م، أُطلق أوَّل مدفع هاون في التاريخ وذلك عندما رابط زغانوس باشا في أنجاد غلطة ومعه 15,000 جُندي وأمر بقصف الأسطول البيزنطي المحصور بالخليج، فضُربت وأُصيبت عدَّة سُفن بيزنطيَّة.
بعد هزيمة سُليمان باشا بلطة أوغلي أمام يُوحنَّا جُستنياني وإدخال المُساعدات المسيحيَّة من أوروپَّا إلى القسطنطينية بعد أن رفع المحصورون السلسلة الحديديَّة الغليظة ثُمَّ أعادوها بعد مُرور الجنويين،  تكدَّر السُلطان بعدما أُشكل أمر فتح المدينة، فانتهز الصدر الأعظم خليل باشا الجندرلي الفُرصة، واتفق معهُ كثيرٌ من الوُزراء والأُمراء المُعارضين لِهذه الحملة، فألحوا على السلطان في قُبُول المُصالحة، وقال خليل باشا أنَّهُ قد يكون من المُمكن إسقاط الإمبراطوريَّة البيزنطيَّة إلَّا أنَّ هذا سوف يجُر الدولة العثمانية إلى حربٍ مع أوروپَّا بِأسرها، واقترح على السُلطان قبول 70,000 دوقية ذهبية جزيةً سنوية وإبرام الصلح مع الإمبراطور. تردَّد السُلطان في اتخاذ قراره، واستشار بقية أُمرائه وعُلمائه، فأشار عليه أكثر العُلماء والمشايخ، ومن الوزراء زغانوس باشا وإسحٰق باشا بِالثبات على الحصار والقتال، وبشَّره الشيخ آق شمسُ الدين بِالفتح، فقوي قلب السُلطان بِإشارتهم ونصيحتهم، فردَّ المُخالفين، وأمر بِالمُحاصرة من جانب القرن الذهبي أيضًا،
يوم 20 ربيع الآخر المُوافق فيه 29 نيسان (أبريل) أمر الإمبراطور بإعدام الأسرى المُسلمين البالغ عددهم 260 أسيرًا، فأُعدموا على مرأى من الجيش العُثماني. عقد السُلطان مُحمَّد اجتماعًا مع كبار قادة جيشه ومُستشاريه والشيوخ والعُلماء الذين كانوا يُرافقون الجيش، بما فيهم الشيخ آق شمسُ الدين، بعد أن تبيَّن له حجم الخسائر التي مُني بها الجيش العُثماني، وطلب من المُجتمعين الإدلاء بآرائهم، فانقسموا إلى فريقين: فريق أشار بالانسحاب حقنًا لدماء الجنود وتفاديًا لغضب أوروپَّا المسيحيَّة فيما لو استولى المُسلمون على المدينة، وكان زعيم هذا الفريق الصدر الأعظم خليل جندرلي باشا؛ وفريقٌ آخر رأى مُواصلة الهجوم على المدينة حتى الفتح واستهان بأوروپَّا وقوَّاتها، كما أشار أصحاب هذا الرأي بتحمّس الجنود لإتمام الفتح وما في التراجع من تحطيمٍ لمعنويَّاتهم الجهاديَّة، وكان زعيم هذا الفريق زغانوس باشا وأيَّده في ذلك الشيخ آق شمسُ الدين. كان السُلطان وأغلب الحاضرين من رأي زغانوس باشا، فصدرت التعليمات باستعداد الجنود للهجوم العام واقتحام المدينة قريبًا.

### الصدر الأعظم
انتشرت قصص تعاون خليل باشا مع البيزنطيين، وأعدم السلطان خليل باشا بعد فتح القسطنطينية بثلاثة أيام. خلف زغانوس خليل باشا في منصب الصدر الأعظم. في عام 1456، بعد حملة فاشلة ضد بلغراد، عزل السلطان زغانوس باشا عن الصدارة العُظمى وعيَّن مكانه محمود باشا الصربي، ونُفى زغانوس باشا وابنته خديجة خاتون (كانت زوجة السلطان ثم طلقها) إلى بالي قصر، حيث من المحتمل أن يكون لديه ممتلكات هناك. وفي عام 1459، عاد زاغانوس وأصبح قبطان باشا للبحرية العثمانية سريعة النمو، وفي العام التالي أصبح حاكمًا لتيساليا ومقدونيا.

### وفاته
توفي في 1469. يقع ضريحه وضريح عائلته في وقفه (1454)، مسجد زاغان باشا، في بالي قصر.

## أسرته
كان لديه ثلاث زوجات:
- ستي نفيسة خاتون. ابنة تيمورتاش أوغلو أوروج باشا، الحاكم العام للأناضول في عهد مراد الثاني. وكان له منها ولدان وبنتان. توفيت أو طلقها زغانوس قبل سنة 1444م.
- فاطمة خاتون (1430 - 1464). ابنة السلطان مراد الثاني وهما خاتون، والأخت الشقيقة للسلطان محمد الثاني. تزوجا عام 1444 وانفصلا عام 1462. أنجب منها ولدين.[22]
- آنا خاتون (ت. 1463). ابنة الإمبراطور داود الطرابزوني وهيلينا كانتاكوزين، ابنة ديمتريوس الأول كانتاكوزينوس.[23]

كان لديه أربعة أبناء على الأقل:
- محمد بك - ابن ستي نفيسة خاتون
- علي جلبي - ابن ستي نفيسة خاتون
- حمزة بك – ابن فاطمة خاتون
- أحمد جلبي – ابن فاطمة خاتون. وأصبح مستشارًا مهمًا لابن خاله السلطان بايزيد الثاني.

وكان لديه ابنتان على الأقل:
- سلجوق خاتون - ابنة ستي نفيسة خاتون. تزوجت من محمود باشا. أنجبت من زوجها ابنًا اسمه علي بك وابنة اسمها خديجة خاتون.
- خديجة خاتون - ابنة ستي نفيسة خاتون. تزوَّجها السلطان محمد الفاتح حتَّى حين ثُمَّ طلَّقها.

## في الثقافة الشعبية
- لعب نيسات بيركورين دور زاغانوس باشا في الفيلم التركي فتح إسطنبول (1951).
- جسد سيدات ميرت شخصية زغانوس باشا في الفيلم التركي فتح 1453 (2012).
- لعب أوشان جاكير دور زاغانوس باشا في المسلسل الوثائقي التلفزيوني التركي "بزوغ الإمبراطورية: العثمانيون".
- لعب سنان البيرق دور زغانوس باشا في المسلسل التركي محمد: سلطان الفتوحات.